# Rio do Campo
Rio do Campo este un oraș în Santa Catarina (SC), Brazilia.